# 恩賞
恩賞（おんしょう）とは、近世以前に行われた合戦において、主君が武士が戦功を挙げた家人や武士に対して表彰し、所領もしくは官途状、感状、物品の授与、格式の免許、官職への任官の推薦を行うこと（関連用語→恩給）。

## 日本

### 古代
日本における恩賞の給与は、古代以降、蝦夷征伐や謀叛の鎮圧に功労のあった武官に対して、朝廷が官位の任官または昇叙を行ったことによる。
9世紀に入り、軍団が形骸化し実質的に消滅していくと、郡司・富豪層や俘囚が「発兵勅符」に基づいて軍事力として編成されるようになり、功績を挙げた郡司・富豪・俘囚に恩賞が与えられた。9世紀末頃からは、「追捕官符」の発布を受けた国司（国衙機構）が自らの裁量で国内の郡司・富豪層を軍事編成するようになり、功績の顕著な者に対しては朝廷から恩賞が給与された。
10世紀前半、東国では寛平・延喜東国の乱、西国では承平南海賊という戦乱が発生しており、両乱の鎮圧に挙げた国司や軍事・富豪（田堵負名）層の功績は非常に高かったが、彼らに対する恩賞は十分なものとは言えず、この不満が高じて承平天慶の乱の発生要因となった。なお、この過程において、国司（国衙機構）を中心とする軍事制度、すなわち国衙軍制が成立した。
国衙軍制の中では、国司が軍事面における最高指揮者であったため、国司の地位は決定的であった。10世紀から11世紀にかけて、貴族社会において特定の家系が一つの官司を世襲する「官司の家業化」が急速に進展しており、その流れの中で、武芸・軍事を「家業」とする貴族家系（兵の家）が登場していた。兵の家は、受領を歴任し、また押領使・追捕使に補任されるなどし、代々培ったノウハウをもって各地の軍事力を編成するとともに、田堵負名層と私的な主従関係を結ぶ者も現れた。兵の家の一部は11世紀に入ると軍事貴族へと成長した。
11世紀中葉に王朝国家体制が変質すると（後期王朝国家）、田堵負名層の多くは武士化するとともに在地領主化していき、一方、国衙軍制は崩壊し、国司の代わりに代々国押領使・国追捕使の地位を世襲してきた「一国棟梁」を中心とした軍事力編成がなされるようになった。軍事貴族層でもある一国棟梁は、田堵負名層（在地領主層）らの所領を安堵（所領権を保証すること）し、田堵負名層は、軍役に応え戦功に応じてさらに新たな所領を与えられたりした。こうした武功による恩賞の査定・授与を論功行賞（ろんこうこうしょう）という。
「追捕官符」に基づき、一国棟梁たる軍事貴族らは家人である武士団（=田堵負名層（在地領主層））を率いて謀叛や蜂起を鎮圧すると、軍事貴族自らも恩賞を獲得するとともに、家人の恩賞を朝廷に周旋し、家人の任官・昇叙に関与したり、または荘官職に補任することによって新たな所領を宛がったりした。軍事貴族の中でも、高位の四位に任じられた清和源氏と桓武平氏は、この時代新たに登場した武士層の棟梁、すなわち武家の棟梁と呼びうる存在であった。こうした武家の棟梁に対する恩賞は、所領を棟梁から家人へ分け与える一方、棟梁自らはさらなる勢力拡大のために収入の多い国の国司職や、中央政界における地位向上につながる位階の昇叙、御所への昇殿などを獲得するよう積極的に運動し、源氏や平氏の棟梁はこうした戦功を勝ち得る中で中央政界における地位と、諸国における武力を確立を図っていった。
恩賞給与には常に公平性の問題がつきまとった。勲功の報告は、受領や追捕使・追討使などを通じて行われたため、必ずしも微に入った報告がなされたとは限らず、また報告者によるひいきも行われた可能性もある。そのため、給与された恩賞に対する不満は常に潜在していたと言ってよい。武士にとっての恩賞とは、家門の繁栄や永続、地位や勢力の維持を図る上で非常に切実な問題であったからである。

### 中世
平治の乱以降、平氏は新たな秩序を中央政界においても武士社会においても構築していった。この結果、恩賞の仲介者であった武士自らが恩賞の授与権者の地位を獲得するようになった。平氏政権は人事や荘園の多くを掌握し、恩賞を差配する地位につくことでその権力を強固なものとし、諸国の武士を支配した。しかし、武士の間では平氏からの恩賞給与に対する不満が多かれ少なかれ存在していたとされ、このことが治承・寿永の乱へつながる一要因になったとされている。
平氏政権に次いで、武家政権を確立したのが源頼朝である。源頼朝を政治的な基盤は関東武士団だったが、頼朝にとって彼ら関東武士の支持を得ることが最重要課題であったため、寿永・治承の内乱から奥州合戦に至るまでの恩賞給与に当たっては、関東武士らの満足が得られるものとなるよう最深の注意を傾注した。やがて、鎌倉時代が進むと、恩賞の概念はより多様化した。御家人には軍忠状を提出して軍功と引き換えに恩賞を請求する権利が与えられ、恩賞奉行などがこの請求を審査した。これに基づいて所領の給与や地頭職・荘官職・有司職への補任などの形式を取って新たな土地財産権が給付された。また、既存の所領で紛争を抱えていた場合には安堵状による所領保障が恩賞となりうることもあった。更に朝廷の官職への推挙権や幕府の役職も恩賞の対象となり、地方の御家人が守護への補任により勢力を拡大させたり、中央政界に進出するきっかけをも作った。また、純粋な恩賞とはいい難いが、鎌倉殿や執権が御家人に対して偏諱を与えるようになり、特に鎌倉殿の偏諱はきわめて重い栄誉とされた。また、武勲を褒め称える感状の授与も鎌倉時代以降の慣習である。
そうした恩賞のあり方は南北朝時代や室町時代を通じて、基本的に踏襲されていったが、南北朝時代には室町幕府の守護が自らの家人に対して、官途状を発給し、事実上の官職の私称を許す、受領名の授与が行われるようになった他、幕府や鎌倉公方が足利氏一門や有力守護に裏書免許、屋形号免許、塗輿免許、白傘袋毛氈鞍覆免許などの格式を許すこともなされるようになり、守護代に対しても塗輿や唐傘袋毛氈鞍覆の免許を行うようになり、恩賞のあり方はきわめて多様化した。
偏諱については室町時代にも行われ、幕府への寄進や寄付に応じ、足利将軍家の通り名である「義」の字、または代々の諱の下の文字を与え、いわば将軍直臣の格式を示す栄誉として戦国時代に至るまで発給され続けた。
将軍家の通り名である「義」の字は、歴代将軍の諱の下の字よりも格式が高く、斯波義良他代々の斯波氏当主、一色義道他代々の一色氏家督、仁木義長らの足利一門、西国一の名門といわれた大内義隆などの有力守護、もとは守護代で守護、最盛期は西国に11ヶ国の所領を得た尼子義久などが代表的である。将軍の一字を賜った大名には、畠山尚順ら畠山氏、細川晴元ら代々の細川氏当主、守護代の家系から越後国主となった長尾為景の後継長尾晴景・上杉輝虎兄弟をはじめ武田晴信（信玄）、筒井藤勝（順慶）、毛利輝元、尼子晴久などが著名である。なお、歴代将軍の中には中途で改名したものもおり、改名以前にその当時の下の字が与えられている例もあるので注意を要する（足利義稙（義材）の「材」、足利義澄（義高）の「高」、足利義輝（義藤）の「藤」など）。

### 近世
安土桃山時代には、茶道の文化が広まり、織田信長により家臣に対して、恩賞の一環として茶会の開催の免許や茶器の授与がなされた。織田氏重臣であった滝川一益は武田氏の討伐と関東進出への功績から、70万石もの所領を与えられたが、願望だった茶器の授与がなく悔しがった故事が伝わっている。
江戸時代以降は、所領の加増という点は一貫して踏襲しているが、転封という概念が加わり、旧領や大名・旗本の先祖代々の土地に縛られず、幕府の意向により領国そのものを異動させる制度が出来た。また、屋形号や将軍による偏諱も踏襲されたが、これは功績による表彰というよりも、格式の認定という側面が強まった。大名の中で唯一、老中などの幕閣を占める前途を保証された譜代大名に対しては、所領の加増はもとより、役職の昇進も恩賞となった。
江戸幕府が倒れた近代以降、明治新政府の下で陸軍省・海軍省が設置され、後にそれぞれの省に人事局恩賞課が置かれた他、功績調査部なども置かれた。
戦後では、栄典や顕彰・表彰・人事考課などという概念が一般的となり、公的に恩賞の概念は用いられないが、政権獲得や内閣成立に功績のあった与党政治家の重要役職への就任や入閣があった場合に、論功行賞人事や恩賞人事と揶揄される場合に用いられることもある。